# Colinas do Tocantins
Colinas do Tocantins è un comune del Brasile nello Stato del Tocantins, parte della mesoregione Ocidental do Tocantins e della microregione di Araguaína.

## Società

### Evoluzione demografica
"Abitanti censiti"